# Baron May

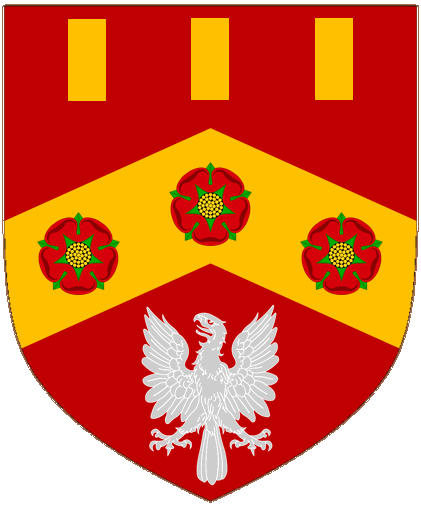
Wappen der Barone May

Baron May, of Weybridge in the County of Surrey, ist ein erblicher britischer Adelstitel in der Peerage of the United Kingdom.
Familiensitz der Barone ist Gautherns Barn bei Sibford Gower in Oxfordshire.

## Verleihung
Der Titel wurde am 15. Juli 1935 für den Finanzexperten Sir George May, 1. Baronet geschaffen. Diesem war bereits am 27. Januar 1931 in der Baronetage of the United Kingdom der fortan nachgeordnete Titel Baronet, of the Eyot in the County of Surrey, verliehen worden.
Heutiger Titelinhaber ist seit 2006 sein Urenkel Jasper May, 4. Baron May.

## Liste der Barone May (1935)
- George May, 1. Baron May (1871–1946)
- John May, 2. Baron May (1904–1950)
- Michael May, 3. Baron May (1931–2006)
- Jasper May, 4. Baron May (* 1965)

Aktuell existiert kein Titelerbe.